# Gare de Sloviansk
La gare de Sloviansk (ukrainien :Слов'янськ (станція)) est une gare ferroviaire située en Ukraine.

## Situation ferroviaire

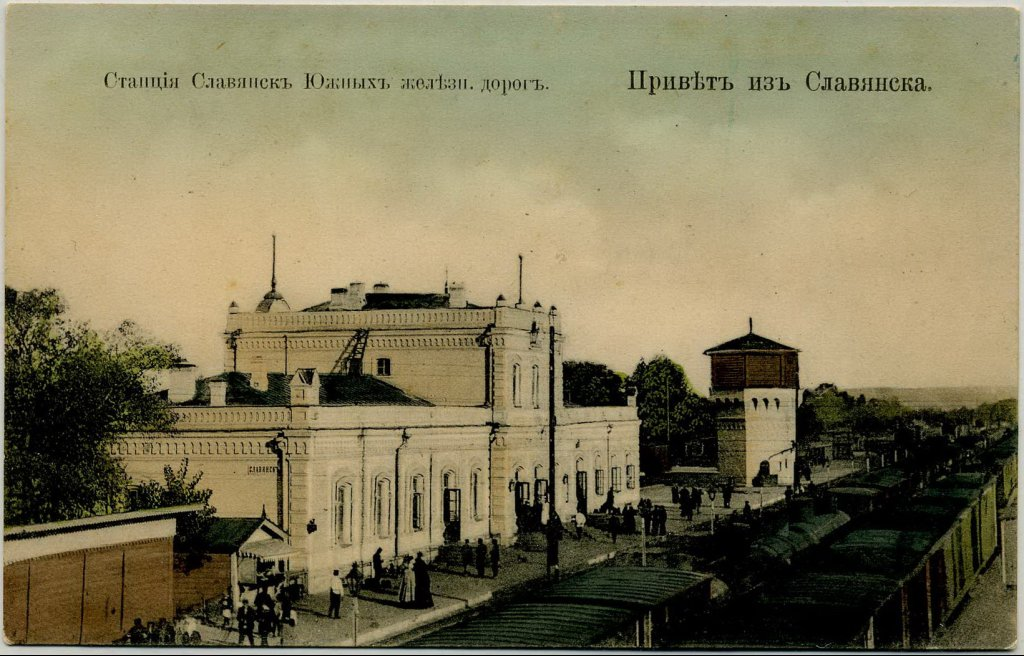
En 1917.

## Histoire

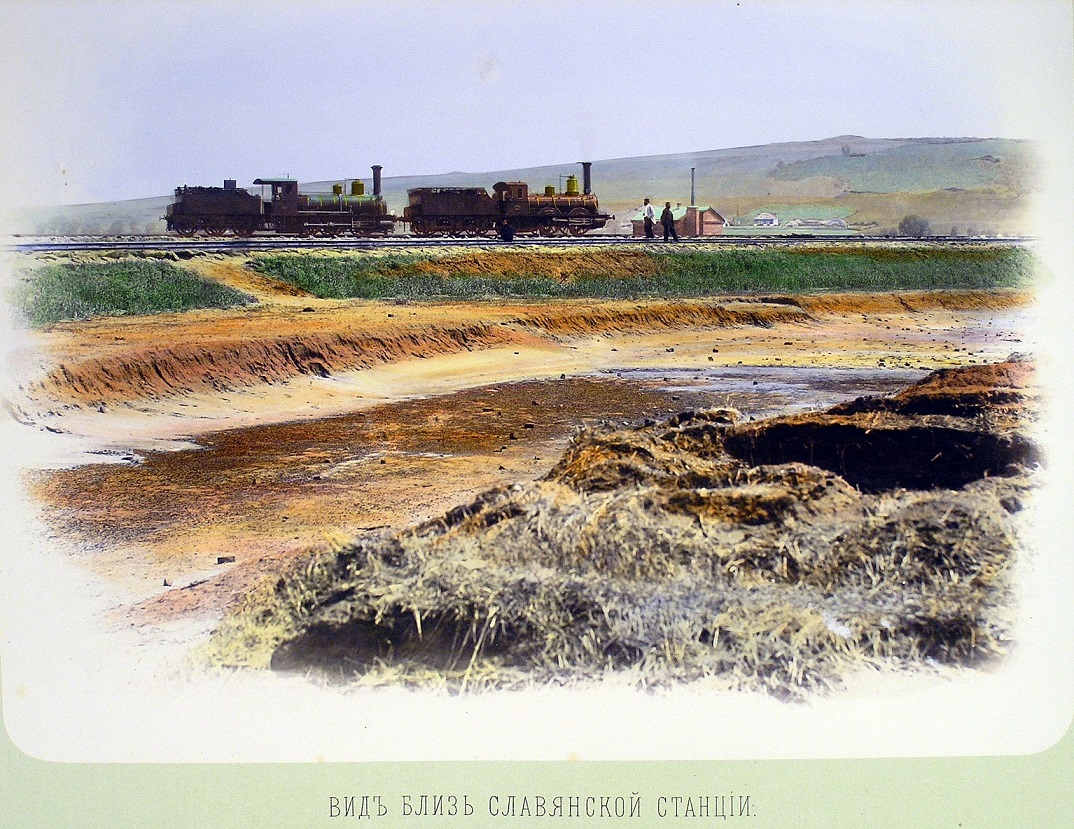
La gare fin du XIXe siècle.

## Service des voyageurs

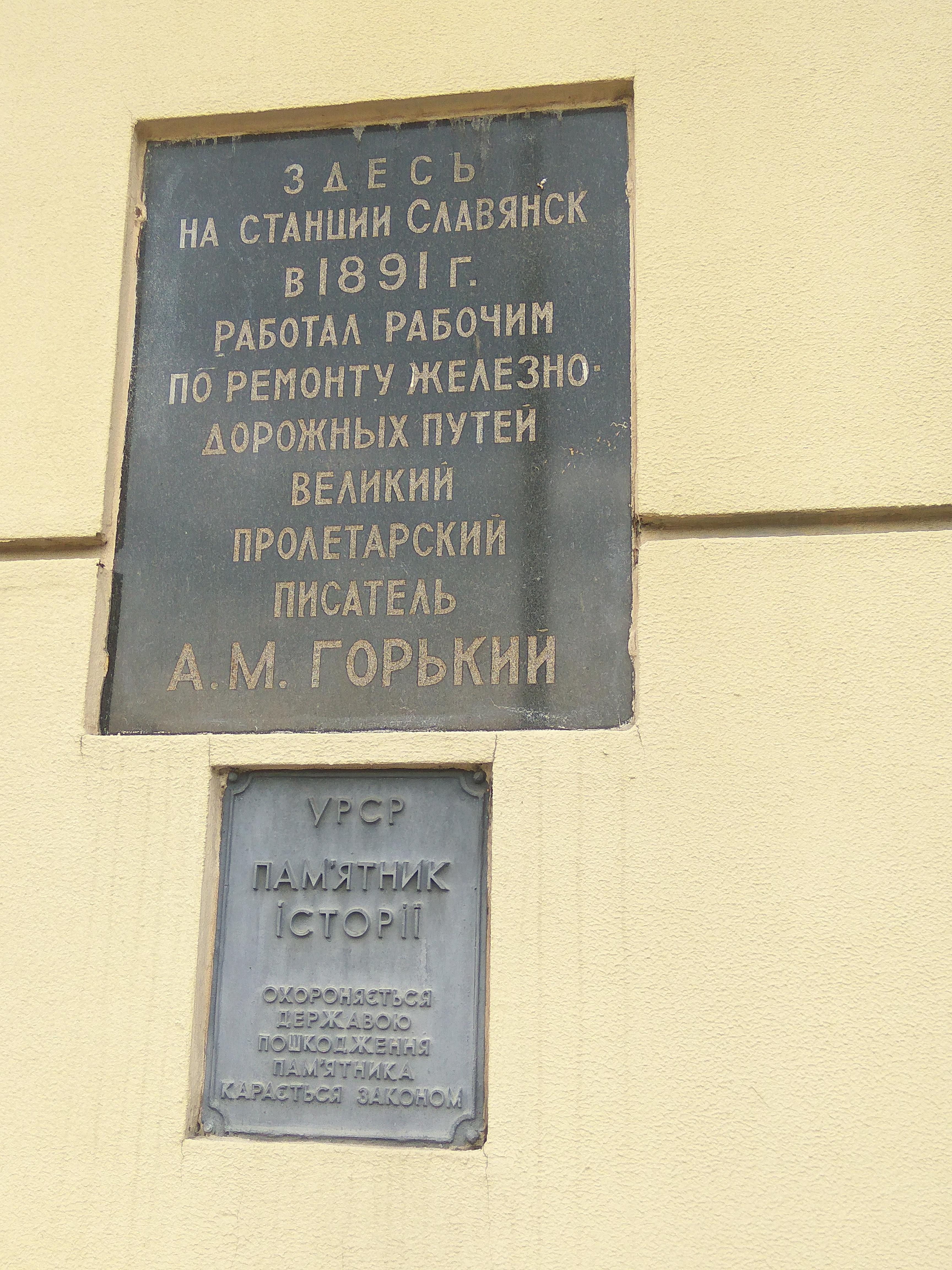
Pierre de fondation classé.